# Reprezentacja Włoch w piłce wodnej kobiet
Reprezentacja Włoch w piłce wodnej kobiet – zespół, biorący udział w imieniu Włoch w meczach i sportowych imprezach międzynarodowych w piłce wodnej, powoływany przez selekcjonera, w którym mogą występować wyłącznie zawodnicy posiadający obywatelstwo włoskie. Za jej funkcjonowanie odpowiedzialny jest Włoski Związek Pływacki (FIN), który jest członkiem Międzynarodowej Federacji Pływackiej.